# Anne Marie Bjerg
Anne Marie Bjerg, född 1937, är en dansk författare och översättare.
Anne Marie Bjerg växte upp i Köpenhamn och bodde i Stockholm 1973–1981. Hon har översatt flera kända författare från svenska till danska. Nämnas kan Kerstin Ekman, Theodor Kallifatides, Selma Lagerlöf, Agneta Pleijel, Göran Tunström och Per Wästberg. Anne Marie Bjerg har även översatt böcker av James Joyce, Virginia Woolf, Jane Bowles, Erica Jong, Anita Brookner och Anne Sexton från engelska till danska.

## Priser och utmärkelser
- Det danske Akademis oversætterpris (1989)
- Dansk Oversætterforbunds ærespris (1991)
- Dansk-svensk kulturfonds kulturpris (1998)
- Lachmannska priset (1999)
- Svensk-Dansk Forfatterselskabs diplom (2003)
- Stiftelsen Natur & Kulturs översättarpris av Svenska Akademien (2004)
- Mårbackapriset (2012)
- Letterstedtska föreningens nordiska översättarpris (2012)
- Kungliga Nordstjärneorden, 1 kl. (2016)[1]